# Sicile vue d'Agrigente
Agrigente est un ensemble d'huiles sur toile  peintes par Nicolas de Staël  entre 1953 et 1954 à Lagnes de retour d'un voyage en famille en Italie et en Sicile. L'intitulé  des œuvres varie : Paysage de Sicile, Agrigente, ou encore Paysage Agrigente mais  le sujet reste Agrigente et les paysages de Sicile, avec des couleurs éclatantes. Avec ces tableaux en particulier, et ceux de toute cette période, Nicolas de Staël va connaître un succès sans précédent à New York, alors qu'il est encore peu connu en France, et accéder à la fortune. Mais cela ne le libère par de ses accès de désespoir mélancolique, qui alternent avec des moments d'enthousiasme, et de productivité telle qu'il effraie son galeriste Paul Rosenberg.

## Contexte
En août 1953, Staël entasse toute sa famille et deux amies dans  son Tube Citroën et s'embarque pour la Sicile via Gênes et Naples. Françoise est alors enceinte de quelques mois de son dernier fils. Selon les jours la famille descend dans un très grand hôtel, ce qui étonne la clientèle habituée aux voitures de maitre.
C'est à Agrigente que Staël trouve la clef des lumières bien ordonnées, des formes stylisées et pures. Il visite des musées et remplit un nombre impressionnant de carnets. Au retour, il s'arrête à Paestum qu'il avait visité quinze ans plus tôt, la Toscane de Fiesole.
Mais l'artiste est loin de trouver la sérénité dans ces somptueux décors et au retour il va s'enfermer seul à Lagnes dans son atelierpour peindre avec une ardeur qui Paul Rosenberg tente de freiner dans un télégramme qui met Nicolas de Staël de mauvaise humeur :Citation|Vous pressez pas expédier toiles. Avons assez pour exposition. Autrement clients effrayés par trop grande rapidité production.(…). 
Très vexé, Nicolas de Stael n'assiste même pas au vernissage de l'exposition du 9 février 1954 chez Rosenberg, qui pourtant vend tous les tableaux…  .

## Les œuvres
Sicile vue d'Agrigente qui a été exposé à La Fondation Maeght en 1991 sous le titre Sicile, est paru dans un grand article de Pierre Gaudibert dans la Revue du Louvre et des musées de France sous le titre Vue d'Agrigente.
Quel que soit son titre définitif, le tableau a en commun avec Agrigente (Staël), Agrigente (MOCA) , Paysage Agrigente et Agrigente (1954) l'extrême simplification des signes, un allègement des aempâtements vers une transparence raffinée de la couleur, une recherche des tensions plastiques qui tirent vers la forme découpée, en relation probable avec l'expérimementation des collages exécutés l'année précédente.Entre chaque plan coloré, on distingue des sillons, des failles, entre lesquelles sont posées de plaques de matière. Ces plaques continnet une explosion de jaune citon et de violet où claque un cielvert travaillé avec des raclures au couteau qui verrouille l'ensemble. (Notice extraite de l'article de Pierre Gaudibert et de  Jean-Louis Prat .